# 京山将弥
京山 将弥（きょうやま まさや、1998年7月4日 - ）は、滋賀県大津市出身のプロ野球選手（投手）。右投右打。横浜DeNAベイスターズ所属。

## 経歴

### プロ入り前
大津市立晴嵐小学校1年時に晴嵐スポーツ少年団で軟式野球を始めると、大津市立北大路中学校在学中には、大家友和が設立した草津シニア・リトル・パンサーズに所属していた。後に述懐したところによれば、大家はチームのゼネラルマネジャーも務めていたため、当時は「（自分の）手の届かないほどの人」だったという。
近江高等学校への進学後は、1年夏からベンチ入りを果たすと、2年時春の選抜大会に岐阜県立岐阜商業高等学校との2回戦で登板。3年夏の選手権滋賀大会では、決勝までの4試合にすべて登板すると、26イニング連続無失点と30奪三振を記録した。高島高等学校との決勝では、打っては6回の打席で先制の2点適時二塁打、投げては10奪三振と投打に活躍。3安打を許したものの、二塁を踏ませない完封勝利で、チームを本大会への出場に導いた。本大会では初戦で鈴木昭汰擁する常総学院高等学校と対戦し、0-4の2回から2番手として登板したものの、自身も6回を10安打6失点と打ち込まれ、0-11で敗退した。
高校3年時には大学球界の強豪校からも進学を誘われていたが、プロ志望届を日本学生野球協会へ提出したことから、2016年のNPBドラフト会議で横浜DeNAベイスターズから4巡目で指名。契約金4000万円、年俸550万円（金額は推定）という条件で入団した。背番号は48。

### DeNA時代
2017年、シーズンを通じて二軍生活に終始したが、7月13日のフレッシュオールスターゲーム（草薙球場）では、イースタン・リーグ選抜の投手として4回表に救援登板。1イニングを三者凡退に抑えた。イースタン・リーグの公式戦では、主に先発で16試合に登板。通算の投球イニングは99回1/3で、チームの投手でただ1人リーグの最終規定投球回に到達するとともに、6勝6敗、防御率4.17を記録した。シーズン終了後の秋季キャンプから、中学生時代に指導を受けた大家が二軍投手コーチに就任。大家からカットボールの投げ方を教わった後に、台湾でのアジアウインターベースボールリーグ（AWB）へ参加した。AWBでは、NPBイースタン選抜の一員として4試合に先発。韓国プロ野球（KBO）選抜との決勝戦でも先発したが、勝ち負けはつかなかった。オフに、10万円増となる推定年俸560万円で契約を更改した。
2018年、オープン戦序盤の3月5日に入団後初めて一軍に合流すると、当日の対阪神タイガース戦（阪神甲子園球場）で先発を任された。「1日限定」という条件での合流だったが、5回無失点の好投で勝利投手になったことから、一軍監督のアレックス・ラミレスが「一軍の先発陣に異変があったら再び昇格させる」と明言。実際に一軍の先発ローテーション候補から故障者が相次いだため、入団後初めての開幕一軍入りに至った。4月1日に、東京ヤクルトスワローズとの開幕カード第3戦（横浜スタジアム）で、先発投手として一軍公式戦にデビュー。19歳9か月での抜擢ながら、5回1失点の好投で初勝利を挙げるとともに、チームをレギュラーシーズン初勝利へ導いた。DeNAに所属する10代の投手が、NPBの一軍公式戦開幕カードで先発勝利を挙げた事例は、前身の球団を含めてもこの試合の京山が初めてである。さらに、4月8日の対広島東洋カープ戦（MAZDA Zoom-Zoom スタジアム）での先発勝利によって、球団史上初めて一軍デビュー戦からの2戦2勝を記録。次に登板した4月15日の対中日ドラゴンズ戦（横浜）で連勝記録を3にまで伸ばしたが、4月22日の対広島戦（横浜）で一軍公式戦初黒星を喫し、ドラフト制度導入後（1966年以降）の日本人投手による一軍公式戦初登板試合からの最多連勝記録である4連勝（1978年に三浦広之・2003年に石堂克利が達成）には及ばなかった。以降の先発登板試合で中盤までに降板することが相次いだ影響で、5月中盤から一軍と二軍を何度も往復したものの、一軍では7月28日の対広島戦（マツダ）でシーズン5勝目を記録。DeNAの高卒2年目以内の投手としては、横浜大洋ホエールズ時代の1987年に中山裕章が入団2年目で記録して以来31年ぶりであった。加賀繁の引退試合となった9月21日の対中日戦（横浜）では、打者1人限定で先発した加賀の後を受けて、一軍公式戦初の救援登板を経験。プロ入り後最長のイニング（8回2/3）で「準完投」を達成するとともに、失点を1にとどめてシーズン6勝目を挙げた。一軍公式戦には13試合に登板。救援登板は上記の1試合のみで、6勝6敗、防御率5.64という成績を残した。オフに、490万円増となる推定年俸1050万円で契約を更改した。
2019年、春季キャンプから一軍に帯同すると、前年に続いて開幕ローテーション入り。中日との開幕カード第2戦（横浜）を皮切りに、一軍公式戦5試合で先発を任されたが、白星は付かなかった。5月12日の対広島戦（マツダ）では、広島の先発投手・アドゥワ誠に適時打を打たれるなど、3回5失点で降板。翌13日から3か月近くにわたって、二軍での調整を余儀なくされた。8月に一軍に復帰してから2試合に先発したものの、いずれも勝ち星は挙げらなかった。一軍公式戦全体では9試合の登板で0勝6敗、防御率5.80、WHIP2.02と振るわず、チームがレギュラーシーズン2位で進出したクライマックスシリーズでも登板の機会がなかった。その一方で、イースタン・リーグの公式戦には15試合に登板。通算投球イニングは90回で、チーム2位の7勝（5敗）と防御率2.60を記録した。シーズン終了後の10月16日に70万円増となる推定年俸1120万円で契約を更改した。12月には、今永昇太と共に「ドライブライン・ベースボール」（アメリカ合衆国のシアトルにあるトレーニング施設）で最新鋭のトレーニングに励んだ。
2020年、春季キャンプから二軍で調整していたため、一軍公式戦へのシーズン初登板は9月6日の対広島戦（マツダ）にまで持ち越された。この試合では先発で5失点を喫しながらも、5回裏で降板した後にチームが勝ち越したため、一軍公式戦2シーズン（716日）ぶりの白星が付いた。同月21日の対阪神戦（甲子園）では、6回3失点の内容で、自身初の一軍でのクオリティ・スタート（QS）を達成。10月23日の対広島戦（横浜）でも、5回表二死まで無安打に抑えるなど、6回無失点の好投でQSとシーズン2勝目を記録した。オフに、200万円増となる推定年俸1320万円で契約を更改した。
2021年、春季キャンプから一軍メンバーに入ると、練習試合から対外試合計15イニングを無失点に抑え、2年ぶりに開幕ローテーション入りを果たしたが、開幕第2戦の読売ジャイアンツ戦（東京ドーム）では7四球を与えるなど制球を乱し、4回4失点で黒星を喫した。その後4試合に先発するも勝ち星を挙げられず、6月19日の対広島戦（東京ドーム）ではロングリリーフとして登板するも結果を残せなかった。これ以降は再び先発として調整することとなり、2020年東京オリンピックの開催に伴う中断期間を経た8月20日の対巨人戦（東京ドーム）でシーズン初勝利を挙げた。この試合から9月3日の対中日戦（ナゴヤ）まで18イニング連続自責点0の好投を続けた。10月17日の対ヤクルト戦（横浜）では金久保優斗の直球をセンター前に運び、プロ通算68打席目にして初安打を記録した。8月以降はシーズン終了まで一軍に帯同し、一軍公式戦における最終成績は自己最多16試合の登板で2勝7敗、防御率4.97だった。オフには770万円増の推定年俸2090万円で契約を更改した。
2022年は、1月27日に新型コロナウィルスの陽性判定を受けて出遅れ、開幕は二軍で迎えたが、5月29日に一軍昇格。同日の埼玉西武ライオンズ戦（ベルーナドーム）でシーズン初先発し、4回2失点で降板した。その後はQSを達成するなど安定した投球を続けるも勝ち星は付かず、7月15日の広島東洋カープ戦（マツダ）で、4回からリリーフ登板して3回を1失点に抑えたことでシーズン初勝利を挙げた。8月21日の広島戦（横浜）で再び先発を任されると、対戦投手の大道温貴から高校以前のアマチュア時代を含めた生涯初のソロ本塁打を放ち、投げては7回途中無失点に抑え、投打の活躍で勝利投手となった。これまでプロ通算1安打、この本塁打が2安打目だったが、ヒーローインタビューでは「いつも一発行ってやろうというのは狙っているので、本塁打が出てよかったです」とコメントした。その後は先発と中継ぎを兼任していたが、9月28日の広島戦（横浜）で登板した際に打球が右肘に直撃し、そのまま降板。打撲を負い登録抹消となった。11月24日には700万円増の年俸2790万円で契約を更改した。
2023年は、オープン戦期間中に二軍に落ちて以降、シーズンに入っても一軍に上がることはなく、ルーキーイヤー以来となる一軍登板なしに終わった。二軍では中継ぎとして39試合に登板し、防御率3.06も、53回で44四死球と制球面で苦しんだ。11月11日は25%の減額制限を超える740万円ダウンの年俸2090万円で契約を更改した。この年は元の躍動感のある投球フォームを見失い、イップス状態に陥っていたが、秋季練習より二軍チーフ投手コーチに新たに就任した入来祐作の下で不調からの脱却に励んだ。
2024年の二軍奄美キャンプでシャドーピッチングを繰り返し、元のフォームを取り戻し始める。開幕後、二軍で10試合に登板して防御率5.00の成績ながら、5月12日に2年ぶりに一軍に昇格するも、登板機会のないまま22日に登録を抹消された。6月2日に再昇格し、同日の北海道日本ハムファイターズ戦（エスコンフィールドHOKKAIDO）で、7点ビハインドの8回裏、3番手として2年ぶりの一軍登板を果たした。この登板では自身最速タイの155km/hを記録し、1回を無失点に抑えた。徐々に信頼を得て、ホールドのつく場面でも起用されるようになる。6月27日の対巨人戦（横浜）では延長10回表に登板して無失点に抑えると、その裏でチームがサヨナラ勝ちを収めたため、2年ぶりに勝利投手となった。自己最多の21試合に登板し、防御率は1点台だったものの、登板によってはボールが暴れて不安定さを露呈することもあり、再調整のため、8月14日に登録を抹消された。9月15日に再昇格したが、21日に抹消され、クライマックスシリーズには帯同しなかった。

## 選手としての特徴
動きのしなやかな投球フォーム、打者の手元で伸びる最速155km/hのストレート、ホームベースの両サイドを厳しく突けるほど高い制球力が武器。スライダー、カットボール、カーブ、チェンジアップ、フォークといった変化球も投げる。

## 人物
チームメイトからの愛称は「京ちゃん」。
試合中も表情を変えず動じない性格で、DeNAの監督を務めたアレックス・ラミレスは「セルフコントロールもできる。ピンチでもパニックにならない」と京山を評している。
大のラーメン好きで、近江高校への入学当初はラーメン職人を志していた（祖父が1965年に中華料理屋を開店、現在、叔父が跡を継いでいる）。2年時の秋に先発で登板した智弁和歌山高等学校との練習試合で、9回を完投したうえに失点を1点にとどめたことから、進路をNPB入りに一本化。3年時の秋には、大学へ進学せず、高校から直接NPBへ入る意思を固めていた。
DeNAは高校時代からの意中の球団で、「常勝球団」というイメージを抱いていたという。ドラフト会議での指名直後には、「先発を目指したい」と語っていた。目標の投手は金子千尋で、対戦したい打者に中田翔や坂本勇人を挙げている。

## 詳細情報

### 年度別投手成績
| 年 度     | 球 団     | 登 板 | 先 発 | 完 投 | 完 封 | 無 四 球 | 勝 利 | 敗 戦 | セ 丨 ブ | ホ 丨 ル ド | 勝 率 | 打 者 | 投 球 回 | 被 安 打 | 被 本 塁 打 | 与 四 球 | 敬 遠 | 与 死 球 | 奪 三 振 | 暴 投 | ボ 丨 ク | 失 点 | 自 責 点 | 防 御 率 | W H I P |
| --------- | --------- | ----- | ----- | ----- | ----- | -------- | ----- | ----- | -------- | ----------- | ----- | ----- | -------- | -------- | ----------- | -------- | ----- | -------- | -------- | ----- | -------- | ----- | -------- | -------- | ------- |
| 2018      | DeNA      | 13    | 12    | 0     | 0     | 0        | 6     | 6     | 0        | 0           | .500  | 267   | 59.0     | 67       | 10          | 33       | 0     | 1        | 42       | 1     | 0        | 38    | 37       | 5.64     | 1.69    |
| 2019      | DeNA      | 9     | 8     | 0     | 0     | 0        | 0     | 6     | 0        | 0           | .000  | 173   | 35.2     | 45       | 3           | 27       | 0     | 0        | 29       | 2     | 1        | 26    | 23       | 5.80     | 2.02    |
| 2020      | DeNA      | 6     | 5     | 0     | 0     | 0        | 2     | 1     | 0        | 0           | .667  | 127   | 29.0     | 29       | 4           | 11       | 1     | 1        | 25       | 0     | 0        | 15    | 15       | 4.66     | 1.38    |
| 2021      | DeNA      | 16    | 15    | 0     | 0     | 0        | 2     | 7     | 0        | 0           | .222  | 353   | 76.0     | 91       | 9           | 41       | 2     | 2        | 67       | 3     | 0        | 47    | 42       | 4.97     | 1.74    |
| 2022      | DeNA      | 17    | 9     | 0     | 0     | 0        | 2     | 2     | 0        | 1           | .500  | 254   | 55.2     | 56       | 4           | 30       | 0     | 5        | 39       | 7     | 0        | 24    | 20       | 3.23     | 1.54    |
| 2024      | DeNA      | 23    | 0     | 0     | 0     | 0        | 2     | 1     | 0        | 5           | .667  | 103   | 22.1     | 18       | 0           | 18       | 4     | 0        | 20       | 3     | 0        | 7     | 5        | 2.01     | 1.61    |
| 通算：6年 | 通算：6年 | 84    | 49    | 0     | 0     | 0        | 14    | 23    | 0        | 6           | .378  | 1277  | 277.2    | 306      | 30          | 160      | 7     | 9        | 222      | 16    | 1        | 157   | 142      | 4.60     | 1.68    |

- 2024年度シーズン終了時
- 各年度の太字はリーグ最高

### 年度別守備成績
| 年 度 | 球 団 | 投手  | 投手  | 投手  | 投手  | 投手  | 投手     |
| 年 度 | 球 団 | 試 合 | 刺 殺 | 補 殺 | 失 策 | 併 殺 | 守 備 率 |
| ----- | ----- | ----- | ----- | ----- | ----- | ----- | -------- |
| 2018  | DeNA  | 13    | 1     | 11    | 0     | 0     | 1.000    |
| 2019  | DeNA  | 9     | 2     | 8     | 0     | 0     | 1.000    |
| 2020  | DeNA  | 6     | 2     | 3     | 0     | 0     | 1.000    |
| 2021  | DeNA  | 16    | 5     | 16    | 0     | 0     | 1.000    |
| 2022  | DeNA  | 17    | 2     | 11    | 0     | 1     | 1.000    |
| 2024  | DeNA  | 23    | 1     | 3     | 1     | 0     | .800     |
| 通算  | 通算  | 84    | 13    | 52    | 1     | 1     | .985     |

- 2024年度シーズン終了時

### 記録
初記録
投手記録
- 初登板・初先発登板・初勝利・初先発勝利：2018年4月1日、対東京ヤクルトスワローズ3回戦（横浜スタジアム）、5回1失点3奪三振
- 初奪三振：同上、1回表に山崎晃大朗から見逃し三振
- 初ホールド：2022年8月6日、対中日ドラゴンズ15回戦（バンテリンドームナゴヤ）、6回裏に2番手で救援登板、2回無失点

打撃記録
- 初打席：2018年4月1日、対東京ヤクルトスワローズ3回戦（横浜スタジアム）、2回裏に由規から空振り三振
- 初安打：2021年10月17日、対東京ヤクルトスワローズ24回戦（横浜スタジアム）、2回裏に金久保優斗から中前安打
- 初本塁打・初打点：2022年8月21日、対広島東洋カープ20回戦（横浜スタジアム）、2回裏に大道温貴から左越ソロ

### 背番号
- 48（2017年[7] - ）